# خصوصية ما بعد الوفاة
خصوصية ما بعد الوفاة هي قدرة الشخص على التحكم في نشر المعلومات الشخصية بعد الوفاة. تخضع سمعة الفرد وكرامته بعد الوفاة لحماية الخصوصية بعد الوفاة. في الولايات المتحدة، لا توجد قوانين فيدرالية تمد بشكل خاص حماية الخصوصية بعد الوفاة. على مستوى الولاية الواحدة، تختلف قوانين الخصوصية المتعلقة بالمتوفى بشكل كبير ولكن بشكل عام لا تُظهر أي حقوق واضحة للخصوصية بما يتجاوز حقوق الملكية. أثار النقص النسبي في الاعتراف بحقوق الخصوصية بعد الوفاة جدلاً، حيث أدت التطورات التكنولوجية السريعة إلى زيادة كميات المعلومات الشخصية المخزنة والمشاركة عبر الإنترنت.

## القانون

### الولايات المتحدة الأمريكية
بموجب القانون العام، يعتبر الحق في الخصوصية حقًا شخصيًا، بمعنى أنه ينطبق فقط على الأحياء، وبالتالي لا يعترف بمصالح الخصوصية للمتوفى. لهذا السبب، لا يمكن استخدام التشهير وأضرار الخصوصية التي تُستخدم لمنع الضرر غير العادل بسمعة الأفراد بعد الوفاة. على سبيل المثال، لا يمكن للأسرة رفع دعوى لانتهاك الخصوصية نيابة عن قريب متوفى كحق شخصي، حيث لا يمكن أن يمارسها إلا الشخص المُتعدّى على حقوقه. بالإضافة إلى ذلك، المتوفى غير مؤهل لحماية الخصوصية المنصوص عليها في الحقوق الدستورية والقانونية، مثل تلك المذكورة في التعديل الرابع والتعديل الرابع عشر. يتركز التبرير القضائي لإنهاء حقوق الخصوصية عند الوفاة على نقطتين رئيسيتين: أولاً، لم يعد بإمكان المتوفى أن يكون عاملاً فاعلاً، وثانياً، المتوفى غير قادر على أن يتضرر من انتهاك الخصوصية أو التشهير. الامتداد الوحيد الواضح لحقوق الخصوصية بعد الوفاة بموجب القانون الفيدرالي هو ذلك المتعلق بالممتلكات. عبر الوصية، يمكن نقل الملكية الخاصة وبعض المعلومات الشخصية إلى الورثة وفقًا لرغبات المتوفى.
تحدث معظم حماية الخصوصية بعد الوفاة على مستوى الولاية وبالتالي، يختلف التشريع ودرجة الحماية بشكل كبير من دولة إلى أخرى.

### قضايا المحاكم ذات الصلة
جيسي جيمس الابن ضد سكرين جيمز، أسست شركة inc أن حقوق الخصوصية لا تهمل بعد الموت. رفعت أرملة جيسي جيمس الابن دعوى ضد سكرين جيمز نيابة عن زوجها الراحل، كان الادعاء باستخدام اسمه في فيلم وثائقي انتهاكًا لخصوصيته. قررت المحكمة أن ادعاءها غير كافٍ لأنه ينطبق على زوجها فقط.

## السرية الطبية
أيّد قانون الولاية والقانون الاتحادي  السرية الطبية. نظرًا لاختلاف تشريعات الولاية إلى حد كبير، أصدر الكونجرس لوائح خصوصية طبية صريحة في عام 2000 بموجب قانون التأمين الصحي لقابلية النقل والمساءلة (HIPAA). ومع ذلك، لا يذكر القانون حقوق الخصوصية بعد الوفاة إلا بشكل مختصر، مشيرًا إلى أن هذه الحقوق تتوقف بعد عامين من الوفاة. علاوة على ذلك، لا يوجد تفويض قانوني فيما يتعلق برغبات المرضى بعد الوفاة. خلال الحياة، الموافقة المسبقة هي الأساس لإدارة التاريخ الطبي للمريض. ومع ذلك، نظرًا لأن الموافقة المسبقة لم تعد ممكنة بعد الوفاة، فإن المعلومات الطبية السرية معرضة لخطر الاستغلال بعدة طرق: مثلاً سهولة نشر المعلومات الحساسة للغاية، مثل المعلومات الجينية أو العوامل الصحية المحتملة أو الأمراض وبطريقة قد لا يرغب بها المريض. بالإضافة إلى ذلك، لم تعد الموافقة القانونية على البحث في المواد البيولوجية للمريض تنطبق على الأفراد المتوفين، مما يسمح بإجراء مثل هذا البحث على المرضى المتوفين دون الحاجة إلى إذن.
أصبح نشر سجلات التشريح قضية مهمة في السنوات الأخيرة. يمكن تصنيف تشريعات الدولة التي تملي نشر سجلات التشريح إلى ثلاث مجموعات: أولئك الذين يمنحون الأولوية للسرية، وأولئك الذين يمنحون الأولوية للشفافية الكاملة، وحل وسط يحد من بعض جوانب الكشف لحماية الخصوصية. التناقضات المحيطة بهذا التشريع لديها القدرة أيضًا على كشف معلومات طبية شخصية جدًا يمكن أن تؤثر أيضًا على الأقارب الأحياء للمريض، على سبيل المثال، يمكن أن تُكشف بعض الأمراض الوراثية التي لا تريد أسرة المريض أن يعرفها الجمهور، مما قد يؤدي إلى زيادة أقساط التأمين الصحي وصعوبات في التوظيف.

### قضية هنريتا لاكس
كانت هنريتا لاكس امرأة أمريكية من أصل أفريقي أُزيلت خلاياها دون موافقتها أثناء تلقي علاج السرطان، أصبحت خلاياها مصدرًا لخط خلية هيلا التأسيسي في العالم العلمي اليوم. لم تُبلغ لاكس وعائلتها ولم تُطلب موافقتهم على استخدام خلاياها في هذا البحث، لم يكن الأمر كذلك حتى عام 1980 عندما أُعلِن عن السجلات الطبية للاكس، مما كشف عن بقية المعلومات الطبية لعائلتها بالإضافة إلى حقيقة أن عائلتها لم تُبلّغ بذلك. المشكلة الرئيسية المحيطة بقضية لاكس ذات شقين: أولاً، لم يُطلب في أي وقت الحصول على الموافقة على استخراج خلايا لاكس والبحث عنها.  ثانيًا، لم تتلق عائلتها أبدًا أي تعويض عن الاستخدام التجاري لخط خلية هيلا.